# Happy Together
Happy Together je americký komediální seriál stanice CBS, jehož tvůrci jsou Tim McAuliffe a Austen Earl. Hlavní role hrají Damon Wayans Jr., Amber Stevens West, Felix Mallard a Chris Parnell. Pilotní díl měl premiéru dne 1. října 2018. V květnu 2019 byl seriál zrušen po odvysílání první řady.

## Obsazení

### Hlavní role
- Damon Wayans Jr. jako Jake
- Amber Stevens West jako Claire
- Felix Mallard jako Cooper James
- Chris Parnell jako Wayne

### Vedlejší role
- Victor Williams jako Gerald, bývalý doktor a Claiřin otec

## Seznam dílů
| Č. v seriálu | Č. v řadě | Původní název | Režie       | Scénář                      | Premiéra v USA |
| ------------ | --------- | ------------- | ----------- | --------------------------- | -------------- |
| 1            | 1         | Pilot         | Phill Lewis | Tim McAuliffe & Austen Earl | 1. října 2018  |

## Produkce
Dne 31. ledna 2018 stanice CBS oznámila produkci pilotního dílu, jehož scénář napsali Tim McAuliffe a Austen Earl a režíroval jej Phill Lewis. V květnu 2018 stanice objednala celou první řadu, jejíž první díl se bude vysílat dne 1. října 2018. V původním obsazení hrál roli otce Claire Tim Meadows, v červnu 2018 ho nahradil Victor Williams. Z projektu odešel poté, co byl seriál Schooled, ve kterém hraje jednu z hlavních rolí, vybrán stanicí ABC do jejího vysílání.